# Pedro de Pisa
Pedro de Pisa (Pisa, 744-799) fue un gramático y eclesiástico italiano de la Alta Edad Media. 

## Biografía
Siendo profesor en Pavía en el año 776, el Reino lombardo fue conquistado por el rey franco Carlomagno y Pedro fue llamado a la corte de Aquisgrán para enseñar latín junto a Alcuino de York, el abad Fulrado y otros. Hacia el año 790 volvió a Italia, donde murió nueve años después. 
Es uno de los eruditos responsables del llamado «renacimiento carolingio» y sus escritos nos proporcionan una visión vívida de la corte de Carlomagno.